# ان‌تی‌اف‌اس
ان‌تی‌اف‌اس یا سیستم فایل با فناوری نو (NTFS یا New Technology File System) استاندارد فایل سیستم‌های موجود در خانواده ویندوزهای NT است که از جمله آن‌ها می‌توان به ویندوزهای ۲۰۰۰، XP و ۲۰۰۳ اشاره نمود.

## تاریخچه
ان‌تی‌اف‌اس جانشین HPFS می‌باشد که توسط مایکروسافت و آی‌بی‌ام برای سیستم‌عامل OS/۲ طراحی شده بود و قرار بود به‌عنوان جانشینی برای فایل سیستم جدول تخصیص فایل (FAT) که در داس (به انگلیسی: MS-DOS) استفاده می‌شد بکار گرفته شود. HPFS چندین مزیت نسبت به FAT داشت از جمله پشتیبانی از فراداده (به انگلیسی: metadata)، استفاده از ساختارهای پیشرفتهٔ داده با هدف افزایش کارایی، قابلیت اطمینان و بهره‌برداری بهینه از فضای دیسک. NTFS تمامی این قابلیتها را به همراه مزیتهایی چون فهرستهای کنترل دسترسی (acl) و ثبت وقایع سیستم فایل (به انگلیسی: file system journaling) را به صورت یکجا در خود دارد.

## نگارش‌ها
NTFS سه نگارش کلی دارد: v۱٫۲ که در ویندوز NT نگارشهای ۳٫۵۱ و ۴ استفاده می‌شود، v۳٫۰ که در ویندوزهای سری ۲۰۰۰ بکاررفته و v۳٫۱ که در ویندوزهای XP , Server ۲۰۰۳، ویندوز Vista و Server ۲۰۰۸ تعبیه شده‌است. در برخی موارد به این نگارش به ترتیب با اسامی ۴٫۰، ۵٫۰ و ۵٫۱ به دلیل اینکه (هسته سیستم‌عامل - Kernel) ویندوزهای NT که این فایل سیستم‌ها با آن‌ها همراه بوده‌اند با این شماره‌ها مشخص می‌شوند.

## ویژگی‌ها
نگارشهای جدیدتر با ویژگی‌های جدیدتری همراه شده‌اند: از ویندوز ۲۰۰۰ به بعد ویژگی سهمیه‌بندی (quotas) باب گشت. ویندوزهای ۹۵، ۹۸، ۹۸SE و ME به صورت ذاتی نمی‌توانند NTFS را پوشش دهند، اما توسط نرم‌افزارهای ویژه‌ای می‌توان این خصوصیت را اضافه نمود.
در NTFS هر چیزی که با فایل مرتبط می‌باشد (نام فایل، ظرفیت فایل، فهرستهای دسترسی و همچنین محتوای فایل) به عنوان فوق داده ذخیره می‌شوند. این ویژگی ظریف باعث می‌شود تا تغییرات آتی که به سبب توسعه سیستم‌عامل‌ها صورت می‌پذیرد، به آسانی انجام گردد. به عنوان مثال جالب می‌توان به ویژگی‌های جدید ActiveDirectory مانند فهرست بندی (indexing) که به راحتی پس از طراحی NTFS توانسته با این فایل سیستم توسعه یابد.
NTFS در باطن به صورت درختهای دودویی (به انگلیسی: Binary Trees) طراحی گشته تا بتواند اطلاعات سیستم فایل را نگهداری نماید؛ همچنین می‌تواند باعث افزایش سرعت دسترسی و کاهش پراکندگی اطلاعات بر روی دیسک شود. یک دفتر ثبت وقایع (به انگلیسی: file system journal) استفاده می‌شود تا درستی (به انگلیسی: integrity) خود سیستم فایل (و نه داده‌های موجود مربوط به هر فایل) تأمین شود. سیستم‌هایی که از NTFS استفاده می‌کنند با قابلیت اعتماد بالا شناخته می‌شوند، یک ویژگی مهم که طبیعت غیرقابل اطمینان و غیرثبات پذیر مربوط به سیستم‌های NT قدیمی را بهبود می‌بخشد.
جزئیات مربوط به پیاده‌سازی درونی NTFS پوشیده‌است، به همین دلیل برخی توسعه دهندگان ثالث (به انگلیسی: third-part vendors) راه بسیار مشکلی را برای پیاده‌سازی این فایل سیستم توسط روش مهندسی معکوس (به انگلیسی: Reverse Engineering) پیموده‌اند. در حال حاضر Kernel لینوکس دارای ماژول‌هایی است که امکان خوانده شدن این فایل سیستم را به کاربران این سیستم‌عامل می‌دهد. به دلیل پیچیدگی‌های ذاتی این فایل سیستم و همچنین هزینه‌های بالای مالی و انسانی که باید برای دستیابی به تمامی ویژگی‌های این فایل سیستم از جمله نوشتن صرف شود سرعت پیشرفت این فرایند پایین است (پیاده‌سازی NTFS روی سیستم‌عامل‌های باز متن و آزاد مانند Linux). به عنوان یک سرهم‌بندی (workaround: حالتی که ایراد موجود در یک نرم‌افزار بدون تصحیح آن ایراد برطرف گردد)، پروژه‌ای که با نام Captive NTFS شناخته می‌شود به وجود آمده که این امکان را می‌دهد تا دسترسی NTFS را با تعبیه یک interface با نام ntfs.sys که در اکثر سیستم‌های NTFS موجود می‌باشد (در تمامی ویندوزهای NT) پیاده‌سازی نمود. به این طریق می‌توان با سرعت پایین خواندن/نوشتن این فایل سیستم را پشتیبانی نمود، تعدادی از افراد حتی از دست دادن داده‌ها را نیز گزارش نموده‌اند.
مایکروسافت ابزاری را برای تبدیل فایل سیستم‌های FAT به NTFS در اختیار کاربران قرارداده که امکانات دیگری را در خود ندارد. برنامهٔ جداسازی فضای حافظه به نام Partition Magic از شرکت Power Quest و یک برنامه متن‌باز به نام NTFS Resize Utility نیز می‌توانند این کار را با امکانات بهتری انجام دهند.